# Madagaskaras
Madagaskaras è un villaggio del distretto di Zarasai della contea di Utena, nell’est della Lituania. Secondo un censimento del 2011, la popolazione ammonta a 1 solo abitante. 
La frazione, già di per sé non popolosa, si è rapidamente svuotata dall’inizio del XX secolo, anche a causa della vicinanza con Zarasai, il più grande centro abitato della zona.
È attraversata dal fiume Šventoji: all’estremità settentrionale si trova la foresta Lūžai e inizia il Parco regionale di Gražutė.

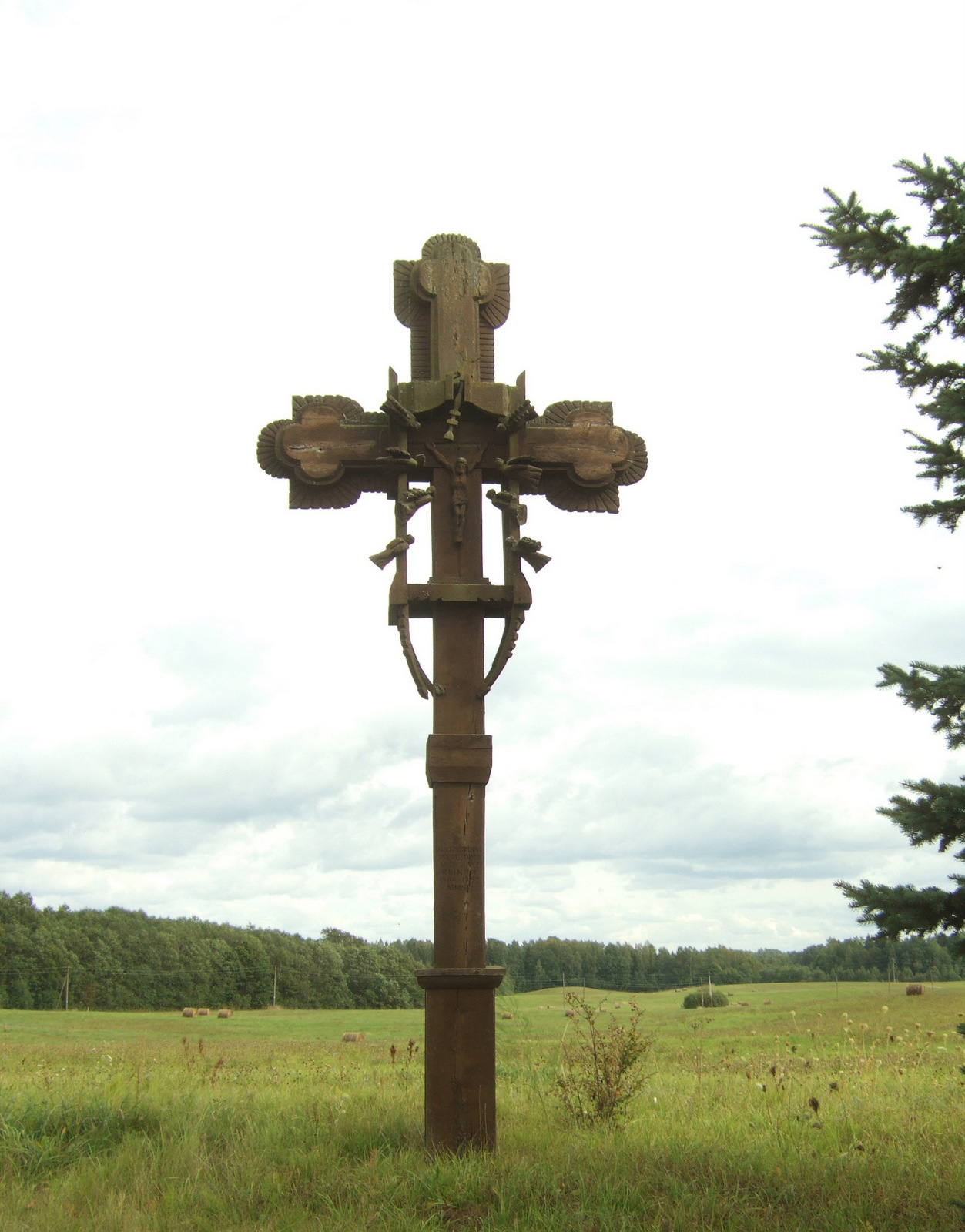
Croce dedicata a M. Reinys

L'arcivescovo Mečislovas Reinys (1884-1953) nacque nel villaggio. Ha lavorato nella sua fattoria per qualche anno (è possibile anche visitarla), per poi insegnare all’università di Kaunas: morì in una prigione di Vladimir nel 1953. In sua memoria, fu costruita una croce di legno ad opera degli scultori R. Lukošaitytė e R. Žukas.